# F1 2013 (jogo eletrônico)
F1 2013 é um jogo eletrônico desenvolvido pela Codemasters baseado no Campeonato Mundial de Fórmula 1 de 2013. É o quinto jogo da série de jogos eletrônicos de Fórmula 1 desenvolvida pelos estúdios da Codemasters depois que a empresa renovou sua licença para desenvolver os jogos oficiais da série. O jogo usa o EGO Engine.
F1 2013 foi lançado na Europa em 4 de outubro de 2013 para PlayStation 3, Microsoft Windows e Xbox 360. Uma versão digital foi lançada mundialmente na Steam Store, bem como em 8 de outubro para a Playstation Store e 15 de outubro para jogos Xbox sob demanda. A versão física do jogo foi atrasada nos Estados Unidos e Canadá devido a questões logísticas específicas dos dois territórios. A data oficial de lançamento ainda não foi confirmada nos dois territórios.

## Jogabilidade
O jogo apresenta todas as equipes, pilotos e circuitos da temporada. A “Edição Clássica” do jogo contém pilotos, carros e pistas dos anos 80 e 90, incluindo os modelos Williams FW07B, Williams FW12, Williams FW14B, FW18, Ferrari F399, F1 / 87 / 88C, 98T e 100T. Os circuitos adicionais incluem Estoril, Imola, Brands Hatch e Jerez.
Além disso, os jogadores podem jogar com carros antigos nas novas pistas ou com carros novos em circuitos antigos. A GUI também muda dependendo da década escolhida para competir. Murray Walker é o encarregado de apresentar com sua voz a “Edição Clássica” do jogo.

## Circuitos
O jogo inclui 19 circuitos que podem ser usados durante o Campeonato Mundial de Fórmula 1 de 2013 e quatro circuitos “clássicos”. As quatro novas pistas são Brands Hatch, Autódromo do Estoril, Autódromo Enzo e Dino Ferrari e Circuito de Jerez.